# Carlos Rodríguez-Spiteri
Carlos Rodríguez-Spiteri Martínez de Tejada (Málaga, 12 de enero de 1911-Madrid, 4 de julio de 2001) fue un poeta español de la generación del 36.

## Biografía
Hijo del ingeniero de caminos José Rodríguez-Spiteri (1861-1942), de origen materno maltés, depurado por la II República a causa de su colaboración en la dictadura de Primo de Rivera, y de su esposa María de los Ángeles Martínez de Tejada Yugo, tuvo cuatro hermanos y cuatro hermanas, siendo tío de José Rodríguez-Spiteri y de Manuel Gómez-Acebo Rodríguez-Spiteri. Estudió el bachillerato en su ciudad natal y Derecho en Madrid y Granada. Trabajó en el mismo cuerpo de Interventores del Estado en Explotación de Ferrocarriles que el poeta Vicente Aleixandre, amistó con él y frecuentó su tertulia del café Lion d'Or en la calle Alcalá frente a Correos. Se relacionó por entonces con los poetas malagueños de la Generación del 27 de la revista Litoral (Manuel Altolaguirre, Emilio Prados, José María Hinojosa) y el primero le publicó en su imprenta madrileña su primer libro, Choque feliz (1935). También fue amigo de Miguel Hernández, quien desde la prisión de Ocaña se carteó con él hasta un mes antes de su muerte en Alicante. Dice por ejemplo el oriolano en la primera:
Ya sé que tengo en ti un verdadero amigo. Esto es una alegría para mí. Me han llegado a un tiempo tus noticias y las de Vicente, y ha sido un acontecimiento en mi vida de aquí, donde los días tienen la misma cara. Desde luego, acepto tu ayuda; me es necesaria. No me ha llegado el paquete de Toledo. Dime como y por dónde lo enviaste, o haz la oportuna reclamación ya que no espero llegue ya a mis manos. Cuanto envíes debe ser principalmente aquello que sea de coste menor y en paquete kilogramo por correo. Por razones de alimentación, interesa más cantidad que calidad...
En la última, le escribió Hernández que "lo importante, que no hay nada importante, es dar una solución hermosa a la vida". También fue amigo de Jorge Guillén y del garcilasista José García Nieto. Se casó con Inés Palazuelo de la Peña, de la que tuvo un hijo, José, y una hija, Inés, fallecida prematuramente.
Fue funcionario en la administración franquista, llegando a ocupar el cargo de secretario particular del ministro de Agricultura, Carlos Rein, pero se jubiló tempranamente para dedicarse por entero a la poesía. Desde 1947 colaboró en la revista Cántico de Córdoba y en 1952, cofundó la revista malagueña Caracola; en ese mismo año asistió al I Congreso de Poesía de Segovia (17-24 de junio) organizado por Rafael Santos Torroella. Tras viajar mucho se asentó en El Escorial. Fue miembro de la Academia de San Telmo de Málaga y poseía la Encomienda del Mérito Civil y del Mérito Agrícola. En 2011 parte de su biblioteca fue legada por su familia a la Biblioteca de Andalucía.
Su poesía es de tono existencial, difícil y rica en metáforas; al principio se acercó a un extremo surrealismo (Choque feliz, 1935) y pertenece a la llamada Poesía desarraigada de la Generación del 36. Publicó en las editoriales La Tentativa Poética, Adonais, Halcón, Revista de Occidente y El Guadalhorce, y en revistas como Espadaña, Garcilaso. Juventud Creadora, Poesía Española, Cántico y Caracola, entre otras. El crítico Francisco Ruiz Soriano escribe sobre ella: "Su expresionismo desgarrador y realista con Hasta que la voz descanse (1943) y los poemas recogidos en La huida (trilogía constituida por En el suelo, Situación en el tiempo y En una huida, publicados en 1973) recrea la angustia de la guerra civil con imágenes supurantes y descripciones que se aproximan a lo escabroso -cuando se describe a los heridos-; Spiteri alcanza su tono más acibarado con Amarga sombra (1947) para evolucionar en su última etapa a una poesía más tranquila y descriptiva donde el paisajismo de las luces de su tierra natal (Málaga, 1953) y el recuerdo amoroso son predominantes: Callar juntos (1967) y Días inesperados (1977)"

## Obras
- Choque feliz, M., La tentativa poética, 1935.
- Los reinos de la secreta esperanza, Málaga, Dardo, 1938.
- Hasta que la voz descanse, M., Silverio Aguirre, 1943.
- Amarga sombra, Valladolid, Halcón, 1947.
- Las voces del ángel, M., Col. Adonais, 1950.
- Málaga, M., Revista de Occidente, 1953 (2ª edic. aumentada; M.; Revista de Occidente; 1962; 3.ª, 1999).
- Ese día, M., Col. Adonais, 1959.
- Una puerta ancha, Málaga, Librería Anticuaria El Guadalhorce, 1962.
- Los espejos, Málaga, Librería Anticuaria El Guadalhorce, 1964.
- Las cumbres, Málaga, Librería Anticuaria El Guadalhorce, 1965.
- Cinco poemas, Málaga, Librería Anticuaria El Guadalhorce, 1966.
- Callar juntos, Málaga, Librería Anticuaria El Guadalhorce, 1967.
- Se viene a los ojos (Picasso), Málaga, Librería Anticuaria El Guadalhorce, 1969.
- No todo es silencio, Málaga, Librería Anticuaria El Guadalhorce, 1972.
- En una huida, M., Ínsula, 1973.
- Días inesperados, Málaga, Librería Anticuaria El Guadalhorce, 1975.
- Día que viene claro, Málaga, Librería Anticuaria El Guadalhorce, 1979.
- Noviembre, 1982.
- Su propia luz en las manos. Picasso, 1984.
- Tres poemas, Málaga, Librería Anticuaria El Guadalhorce, 1988.
- El tiempo unido, 1993.
- En 1996, 1997
- A la vista todo el tiempo. Picasso, 1998.[9]